# Lidová strana Polska
Polská lidová strana (Stronnictwo ludowe) vznikla roku 1931 spojením několika zemědělských stran. V říjnu 1939 se zapojila do protinacistického odboje. Postupně se radikalizovala, pokud jde o perspektivu společenského zřízení. V období let 1944–1945 podporovala komunisty. V roce 1947 se stala jádrem Spojené lidové strany.